# Grod
Grod (toponimo tedesco) è una frazione del comune svizzero di Gretzenbach, nel Canton Soletta (distretto di Olten).

## Storia

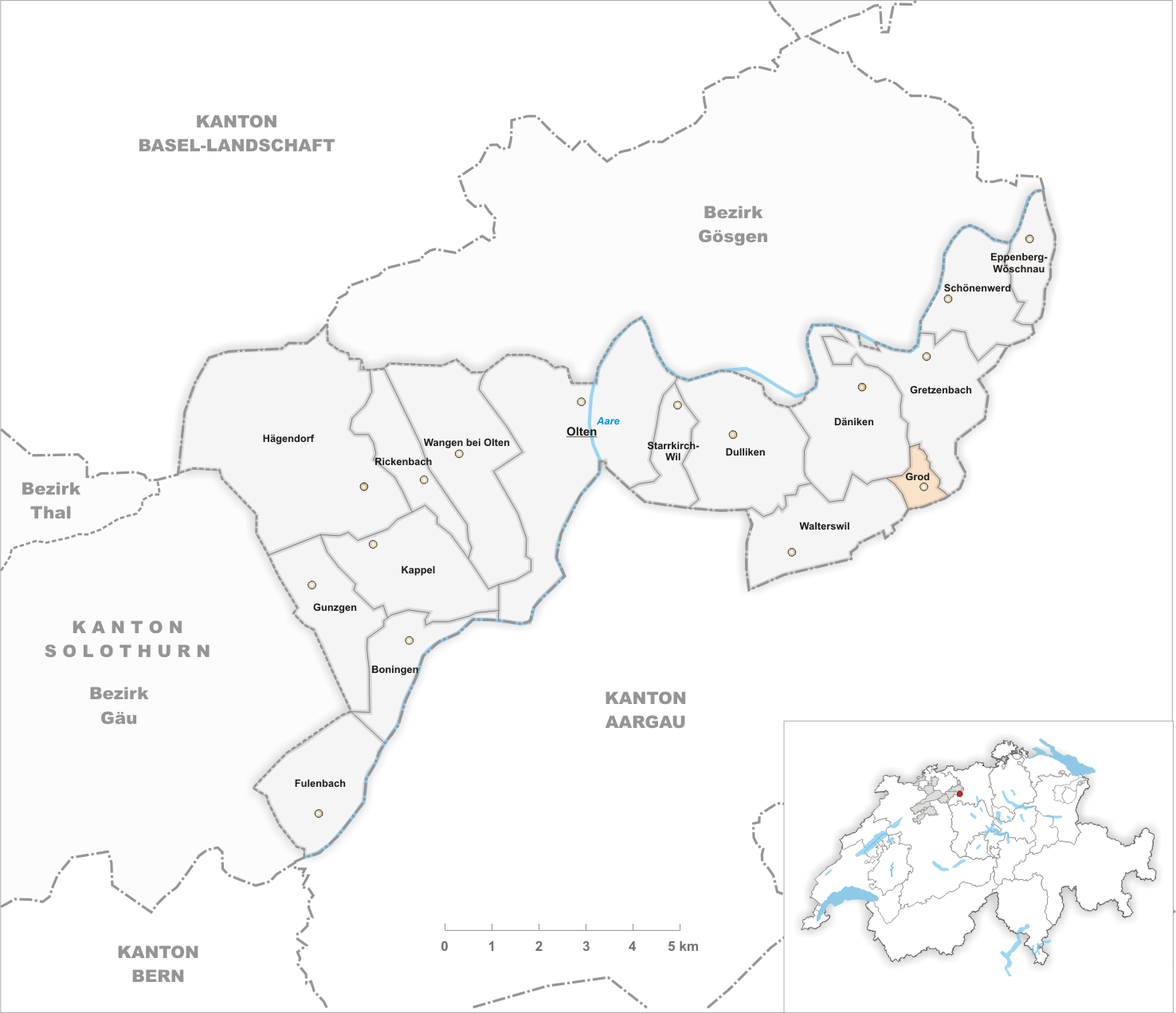
Il territorio del comune di Grod prima degli accorpamenti comunali del 1973

Fino al 1972 è stato un comune autonomo; nel 1973 è stato accorpato al comune di Gretzenbach.